# Patschaberg
Der Patschaberg oder kurz Patscha ist ein 1274 m ü. A. hoher Berg im Grazer Bergland im österreichischen Bundesland Steiermark. Er überragt die Weizklamm linksseitig und gilt als beliebtes Wanderziel.

## Lage und Umgebung
Der Patschaberg erhebt sich im zentralen Weizer Bergland am östlichen Rand des Grazer Berglandes. Nach Südwesten trennt die tief eingeschnittene Weizklamm den Mittelgebirgsstock vom Sattelberg, nach Osten der Poniglgraben vom Zetz. Im Süden verbindet der Patschasattel den Berg mit dem Hirschkogel (1103 m ü. A.), der über Landscha und Weizberg zum Oststeirischen Riedelland ausläuft. Nach Norden setzt sich das Bergland über das Gschaid zu Eibisberg und Pommesberg fort. Über den Gipfel des Patscha verläuft die Gemeindegrenze zwischen Sankt Kathrein am Offenegg im Norden und Naas im Süden. Große Teile der Südostflanke gehören zur Gemeinde Thannhausen. Die Nordseite des Berges liegt im Naturpark Almenland.

## Geologie und Geomorphologie

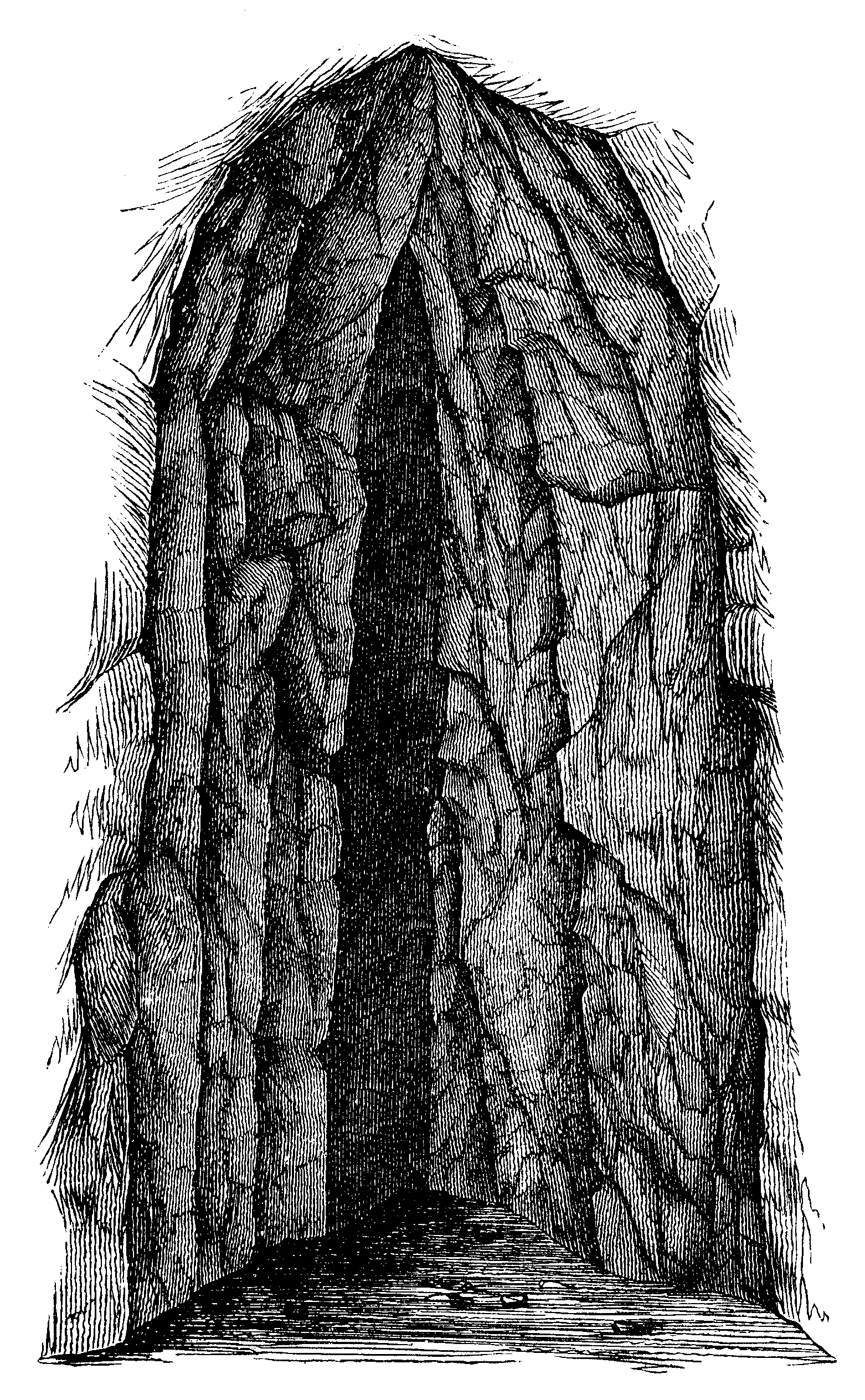
Portal des Patschaloches, Illustration von Karl Justus Andrae (1853)

Die Südwest-Nordost-verlaufende Gebirgsrandschwelle Schöckl – Burgstaller Höhe – Sattelberg – Patschaberg – Zetz besteht aus devonischem Schöcklkalk und gehört dem Grazer Paläozoikum an. Dabei handelt es sich um eine miozäne, während der Bildung des Steirischen Beckens entstandene Kippscholle. Am Patschaberg ist diese durch eine ausgeprägte Antiklinalstruktur gekennzeichnet, die eine „Meilerstellung“ der Kalke zur Folge hat.
Insbesondere in der Weizklamm, die den Südwesthang des Patschaberges anschneidet, äußert sich in Form zahlreicher Höhlen die starke Verkarstung des Berges. Neben dem dort gelegenen Rablloch (Kataster-Nr. 2834/8) ist vor allem das Patschaloch (2834/3) am Nordwesthang von Bedeutung. Die Klufthöhle auf etwa 1000 m ü. A. reicht rund 50 Meter in den Berg hinein und ist bei einer Breite von drei bis fünf Metern maximal 15 Meter hoch. Sie entstand durch Raumerweiterung einer Vertikalkluft anhand von Frostsprengung und anschließender Ausräumung des Bruchmaterials.
Oberhalb der Weizklamm tritt das sogenannte Patschwasser, eine Gruppe von Karstquellen, zu Tage. Sie beziehen ihr Wasser aus einem schmalen Schöcklkalkzug, der vom eigentlichen Patschamassiv durch ein Schieferband getrennt ist. Anhand von Markierungsversuchen konnte eine karsthydrologische Verbindung zum Patschaloch nachgewiesen werden. Der Ursprung weiteren Quellwassers, das für die lokale Wasserversorgung bedeutend ist, wird ebenfalls im Patschamassiv vermutet.

## Geschichte
Der Name Patscha, den in der näheren Umgebung des Berges auch drei Bauernhöfe als Vulgoname führen, ist wie jener des südwestlich gelegenen Stroß vordeutschen, wahrscheinlich slawischen Ursprungs. 1421 in der Form Peutschein erwähnt, konnte er bis heute nicht schlüssig gedeutet werden. Der gleichnamige Ried im Gemeindegebiet von Sankt Kathrein – auf der Nordseite des Berges – bestand um 1800 aus 310 Joch Wiesen, 271 Joch Wald und 5 Joch Acker sowie vier bewohnten Häusern und einer Hausmühle.
Der Patschabauer auf der Südseite des Berges fiel am 5. Juni 1882 einem Brandstifter zum Opfer, konnte aber bis 1897 wiederaufgebaut werden. Auf dem Grundstück befindet sich ein historischer, vermutlich im 18. Jahrhundert errichteter Glockenturm, der zuletzt 2010 renoviert wurde.
Notabwürfe dutzender alliierter Fliegerbomben sorgten am 1. Februar 1945 für erhebliche Waldschäden am Patschaberg. Auf dem Gschaid erinnern eine Marienkapelle und der ausgestellte Rest einer Bombe an das Ereignis.

## Aufstieg

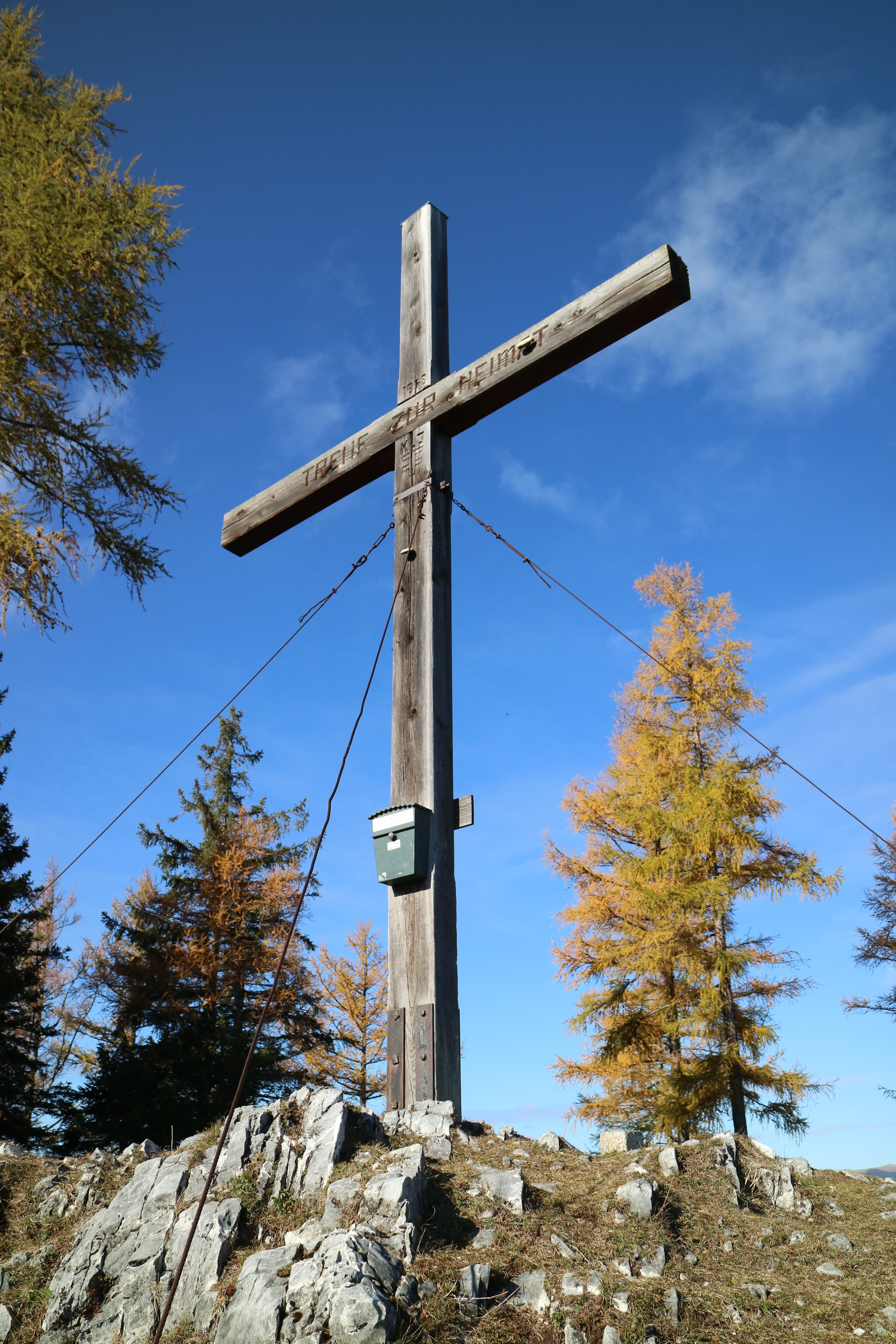
Gipfelkreuz

Der Patschaberg kann von zwei Seiten über markierte Wanderwege bestiegen werden. Der kürzeste Aufstieg erfolgt von der Vogelhube am Patschasattel (1024 m ü. A.) in 30 bis 40 Minuten über Weg 745a. Weitere mögliche Ausgangspunkte auf der Südseite des Berges sind der Parkplatz am Beginn des Jägersteiges bzw. Gössentales (562 m) oder – weiter entfernt – Naas, Landscha oder der Weizberg. Von Norden aus erreicht man den Gipfel über das Gschaid (1047 m) in einer guten Dreiviertelstunde. Auch der Gemeindehauptort von Sankt Kathrein oder der Eibisberg eignen sich als Ausgangspunkte. Eine kleinräumige Umrundung des Gipfels auf Forstwegen ist, ausgehend von Gschaid, Greith oder Vogelhube, ebenso möglich. Auf einer ausgiebigen Rundwanderung von mehr als 25 Kilometern Länge kann der Poniglgraben über den Patschaberg und den Zetzrücken umwandert werden.
Das Gipfelkreuz des in den Sommermonaten als Kuhweide dienenden Patschaberges steht auf einer Kuppe (1271 m) knapp 400 Meter südwestlich des eigentlich höchsten Punktes. Dieser ist in der ÖK nicht verzeichnet und misst rund drei Meter mehr.